# West Rand
West Rand is een district in Zuid-Afrika.
West Rand ligt in de provincie Gauteng ten westen van Johannesburg en had bij de volkstelling van 2022 334.773 inwoners.

## Gemeenten in het district[4]
- Merafong City
- Mogale City
- Randfontein
- Westonaria